# Brian C. Kalt
Brian C. Kalt (nascut el 1972) és un escriptor sobre el dret legal nord-americà. Ha impartit classes a la Michigan State University College of Law a East Lansing des de juliol de 2000. Va obtenir el càrrec el 2006 i ha estat professor titular de la Harold Norris Faculty Scholar des del 2010. Imparteix dret sobre infraccions i dret administratiu. La seva recerca se centra en el dret constitucional estructural, la presidència i els jurats.
El seu article del 2005 "El delicte perfecte" argumentà que és impossible jutjar adequadament els delictes comesos a la zona d'Idaho del parc nacional de Yellowstone a causa de la "clàusula de venciment" de la Constitució.
Kalt, que va obtenir el títol de Llicenciat en Arts de la Universitat de Michigan, obtingué el seu doctorat en jurisprudència a la Yale Law School, on va ser redactor al Yale Law Journal. Després de l'escola de dret, va exercir com a secretari d'advocats per l'honorable Danny J. Boggs, la Cort d'Apel·lació dels Estats Units per al 6è circuit. De tant en tant ha escrit opinions per a diaris nacionals.

## Publicacions seleccionades
- Unable: The Law, Politics, and Limits of Section 4 of the Twenty-Fifth Amendment (Oxford University Press 2019).[5]
- Constitutional Cliffhangers: A Legal Guide for Presidents and Their Enemies (Yale University Press 2012).[6]
- Sixties Sandstorm: The Fight over Establishment of a Sleeping Bear Dunes National Lakeshore (Michigan State University Press 2001).[7]
- Of Death and Deadlocks: Section 4 of the Twentieth Amendment to the United States Constitution|Twentieth Amendment, 54 HARV. J. ON LEGIS. 101 (2017).
- The Ninth Amendment to the United States Constitution|Ninth Amendment in Congress, 40 PEPPERDINE L. REV. 75 (2012).
- Tabloid Constitutionalism: How a Bill Doesn't Become a Law, 96 GEO. L.J. 1971 (2008).
- Keeping Recess appointment|Recess Appointments in Their Place, 101 NW. U. L. REV. COLLOQUY 88 (2007), http://www.law.northwestern.edu/lawreview/colloquy/2007/3/
- Crossing M-102 (Michigan highway)|Eight Mile: Juries of the Vicinage and County-Line Criminal Buffer Statutes, 80 WASH. L. REV. 271 (2005).
- Zone of Death (geography)|The Perfect Crime, 93 GEO. L.J. 675 (2005), reprinted in THE GREEN BAG ALMANAC AND READER 2006 in the category of “Exemplary Legal Writing 2005.”
- The Exclusion of Felons from Jury Service, 53 AM. U. L. REV. 65 (2003).
- The Constitutional Case for the Impeachability of Former Federal Officials: An Analysis of the Law, History, and Practice of Late Impeachment, 6 TEX. REV. L. & POL. 13 (2001).
- Note, Pardon Me?: The Constitutional Case Against Presidential Self-Pardons, 106 YALE L.J. 779 (1996).